# Крістіан Ергофф
Крістіан Ергофф (нім. Christian Ehrhoff; 6 липня 1982, м. Мерс, Німеччина) — німецький хокеїст, захисник. 
Вихованець хокейної школи ГСЦ «Мерс». Виступав за «Дуйсбург», «Крефельдські Пінгвіни», «Сан-Хосе Шаркс», «Клівленд Баронс» (АХЛ), «Ванкувер Канакс», «Баффало Сейбрс», «Піттсбург Пінгвінс», «Лос-Анджелес Кінгс».
В чемпіонатах НХЛ — 513 матчів (54+179), у турнірах Кубка Стенлі — 73 матча (7+27).
У складі національної збірної Німеччини учасник зимових Олімпійських ігор 2002, 2006 і 2010 (16 матчів, 1+1), учасник чемпіонатів світу 2002, 2003, 2005, 2010 та 2013 (33 матчі, 6+7), учасник Кубка світу 2004 (4 матчі, 0+0). У складі молодіжної збірної Німеччини учасник чемпіонатів світу 2000 (група B), 2001 (дивізіон I) і 2002 (дивізіон I). У складі юніорської збірної Німеччини учасник чемпіонатів світу 1999 і 2000.
Досягнення
- Чемпіон Німеччини (2003).